# Catharina Oostfries
Catharina Oostfries (Nieuwkoop, 1636? - 13 november 1708), ook bekend als Trijntje Sieuwerts, was een Noord-Nederlandse (glas)schilder van bloemstillevens, jachtstillevens en marines. Zij is ook wel bekend als Catharina Oostvries.

## Biografie
Oostfries was de zuster van glasschilder Jozef Oostfries (1628-1661). Onder de naam Trijntje Sieuwerts trouwde Catharina op 2 oktober 1661 in Alkmaar met Claes Pietersz. van der Meulen, eveneens een glasschilder. Uit dit huwelijk werden vijf dochters en drie zonen geboren. Een van haar zonen was de schilder Sieuwert van der Meulen. Oostfries bleef schilderen en tekenen tot haar 72ste.

## Werken
Er zijn weinig tot geen tekeningen en glasschilderingen van Oostfries traceerbaar. Uit publicaties in het NRC Handelsblad blijkt dat een aantal van haar (venster)glasschilderingen zijn te vinden in kerken in Zaandam. Het is onbekend waar de twee marine tekeningen zijn gebleven die in 1846 in Utrecht, aldus Van der Aa, te koop werden aangeboden. Dat Oostfries ook schilderijen maakte blijkt uit het feit dat een aantal van haar gesigneerde doeken met stillevens van bloemen en dood gevogelte op veilingen zijn verschenen.   
- Biografisch Portaal: 52547103
- RKD-Nederlands Instituut voor Kunstgeschiedenis: 60818